# Costeñonhäst
Costeñon är en hästras som härstammar från Peru och som är ättling till de spanska hästar som fördes till Amerika mellan 1400-talet och 1600-talet. Costeñon är en förgreningsras till den argentinska criollon. Nästan alla sydamerikanska länder har en egen version av den kända criollon, och costeñon är Perus variant, precis som Chile har sin corralero. Precis som de andra criollohästarna är costeñon uthållig och härdig.

## Historia
När Christopher Columbus reste till Amerika förde han med sig hästar från Spanien till de nya länderna. Detta blev en trend och många av de fina spanska hästarna fördes till kolonierna med olika fartyg där de blev grunderna till nästan alla av dagens amerikanska hästraser. I Peru säger man att de hästar som ligger i grunden till costeñon togs till Peru 1532 av Pizarro. Många av dessa hästar rymde eller släpptes lösa och förvildades. De vilda hjordarna utvecklades i egen takt, påverkade av klimatet och terrängen för att bli unika.
När hästarna senare domesticerades i Peru satsade uppfödare och bönder på en mer selektiv avel med importerade hingstar av bland annat Andalusier för att behålla det spanska arvet. Uppfödarna satsade på hästar som med stor säkerhet på foten kunde föra dem bekvämt i de bergiga terrängerna.
Efter andra världskrigets slut bildades en avelsförening av uppfödare och bönder. Förening fick bidrag och fulla rättigheter från staten att avla fram hästar av hög kvalitet som kunde användas inom ridningen och även till körning och lättare jordbruk.

## Egenskaper
Costeñohästen är en ganska liten häst, som ibland kan gå under ponnymankhöjd (148 cm), men räknas ändå in till stor häst. Rasen är kanske inte riktigt lika vacker som criollon med ett huvud som är ganska brett och platt med rak nosprofil, men mulen är fint formad och hästarna har vänliga stora ögon. Rasen har ärvt den muskulösa och lätt böjda nacken från de spanska hästarna som ligger i rasens grund. Det som utmärker rasen mest är revbenen som är i det närmsta perfekta på rasen och den rundade bakdelen. Även huden som är väldigt tunn och den fina hårremmen utmärker rasen. Costeñonhästarna har även en extra naturlig gångart utöver de tre vanliga som kallas "pasillano", som påminner om den passgång som var vanlig bland europeiska hästraser för flera hundra år sedan.
Costeñon är riktigt uthållig och kan ridas långa sträckor utan att bli trötta. Det förflutna som vildhästar har utvecklat en härdig och naturligt sund ras som sällan blir sjuka och som klarar av tuffa förhållanden.